# 11083 Caracas
A 11083 Caracas (ideiglenes jelöléssel 1993 RZ6) a Naprendszer kisbolygóövében található aszteroida. Eric Walter Elst fedezte fel 1993. szeptember 15-én.
Nevét Caracasról, Venezuela fővárosáról kapta.